# Šiba čavlara
Šiba čavlara (Žutuga dračorepka; lat., Bathytoshia centroura, sin.  Dasyatis centroura), vrsta velike morske pridnevne ribe iz porodice žutulja (Dasyatidae), red Myliobatiformes. Šiba čavlara poznata je i pod narodnim nazivima viža velika i veliki šunj. Može narasti do 300 cm dužine i težiti 300 kilograma. Rasprostranjena jed na zapadnom i istočnom Atlantiku, ukjučujući Mediteran i Jadran. Na području Jadrana kasne veljače 2017. ulovljen je primjerak koji je težio između 250 i 300 kilograma u blizini otoka Glavata na dubini od 160 metara. Bio je dug 380 cm. Prema Valteru Kožulu, dubrovačkom znanstveniku u Institutu za more i priobalje, najduži primjerak ulovljen u Jadranu 1953. u Hvarskom kanalu bio je dug 396 cm.
Riba čavlara je vrsta koja živi u blizini obala na muljevitim i pjeskovitim dnima gdje se hrani pridnevim beskralježnjacima (rakovi i glavonošci) i ribama. Na dugom repu nalazi se jedna ili dvije otrovne bodlje. Nakon gestacije od 4 mjeseca okoti 2 do 4 mlada.
Lovi se koćaricama, rjeđe parangalom. Jestiva je i česta na tržnicama Maroka.

## Sinonimi
- Dasyatis centroura (Mitchill, 1815)
- Dasyatis aspera (Cuvier, 1816)
- Dasybatus marinus Garman, 1913
- Pastinaca acanthura Gronow, 1854
- Pastinaca aspera Cuvier, 1816
- Raia gesneri Cuvier, 1829
- Raja centroura Mitchill, 1815
- Trygon aldrovandi Risso, 1827
- Trygon brucco Bonaparte, 1834
- Trygon spinosissima Duméril, 1865
- Trygon thalassia Müller & Henle, 1841

## Slike
- Dasyatis centroura, Tenerife.
- Dasyatis centroura, Tenerife.
- Dasyatis centroura, Tenerife.

## Vanjske poveznice
|  | Zajednički poslužitelj ima još gradiva o temi Dasyatis centroura |
|  | Wikivrste imaju podatke o taksonu Dasyatis centroura             |